# Olsker Sogn
Olsker Sogn 
ist eine Kirchspielsgemeinde (dän.: Sogn)
auf der dänischen Insel Bornholm.
Bis 1970 gehörte sie zur Harde Bornholms Nørre Herred im damaligen Bornholms Amt, danach mit dem Wegfall der Hardenstruktur zur Allinge-Gudhjem Kommune im unveränderten Bornholms Amt, die wiederum zum Januar 2003 in der Bornholms Regionskommune aufgegangen ist. Die Regionskommune war zunächst – wie Kopenhagen und Frederiksberg – amtsfrei, also direkt dem Staat unterstellt, und wurde dann mit der Kommunalreform zum 1. Januar 2007 der Region Hovedstaden zugeordnet.
Im Kirchspiel leben 1232 Einwohner (Stand: 1. Januar 2023).

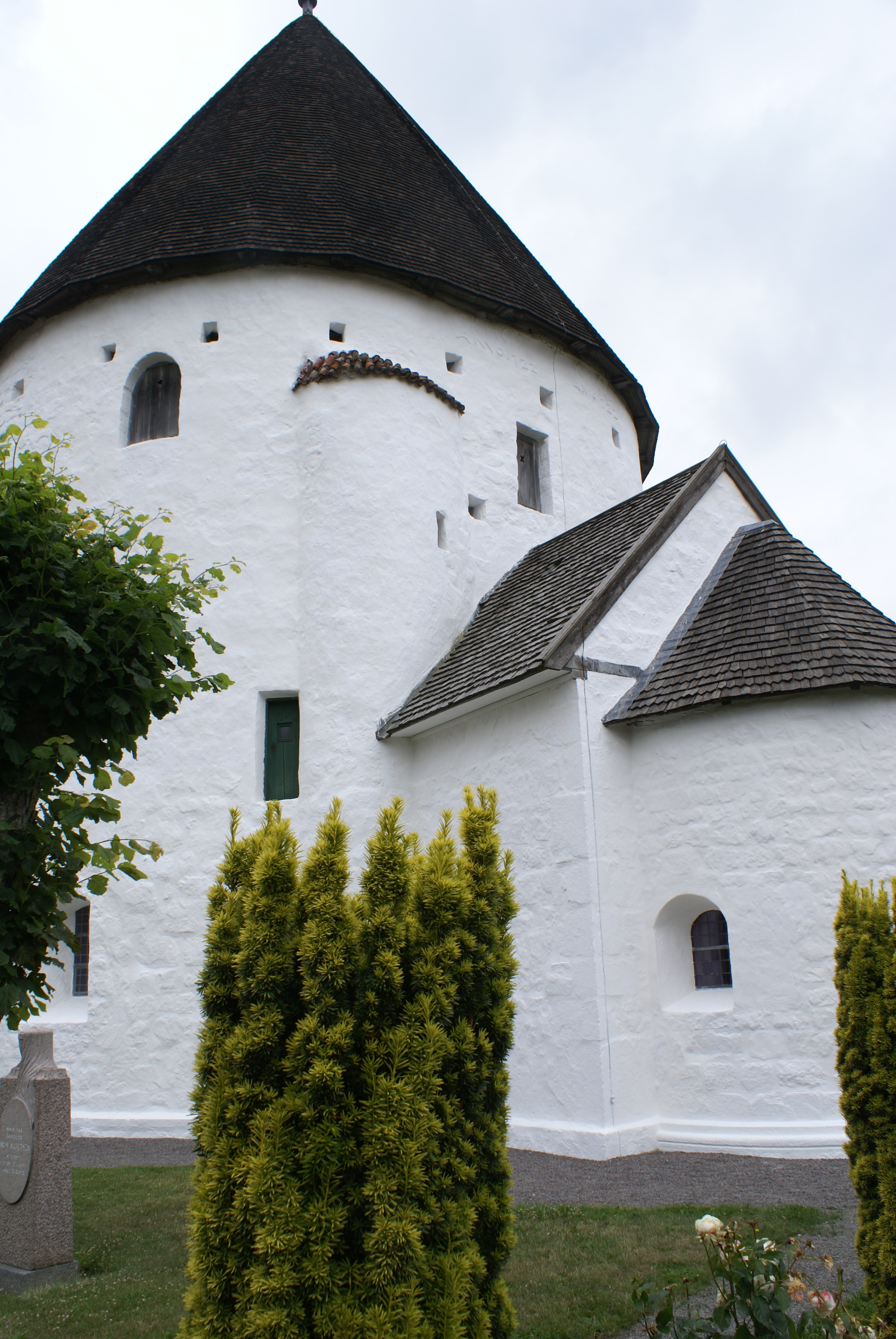
Sankt Ols Kirke

Im Kirchspiel liegen die Kirchen „Sankt Ols Kirke“ und „Tejn Kirke“.
Nachbargemeinden sind im Norden Allinge-Sandvig Sogn, im Südosten Rø Sogn und der kleinere Teil des Rutsker Sogn, im Süden Klemensker Sogn und im Westen der größere Teil des Rutsker Sogn.